# Duomo di Verden
Il duomo di Verden è l'antica cattedrale della diocesi, ormai estinta, di Verden. Dalla sue costruzione iniziale fino alla predominanza della riforma protestante a Verden fu chiesa cattolica dedicata a Santa Maria e Santa Cecilia (1568). Con la pace di Vestfalia del 1648 passò definitivamente alla chiesa luterana. Oggi è luogo di culto luterano ed evangelico

## Storia

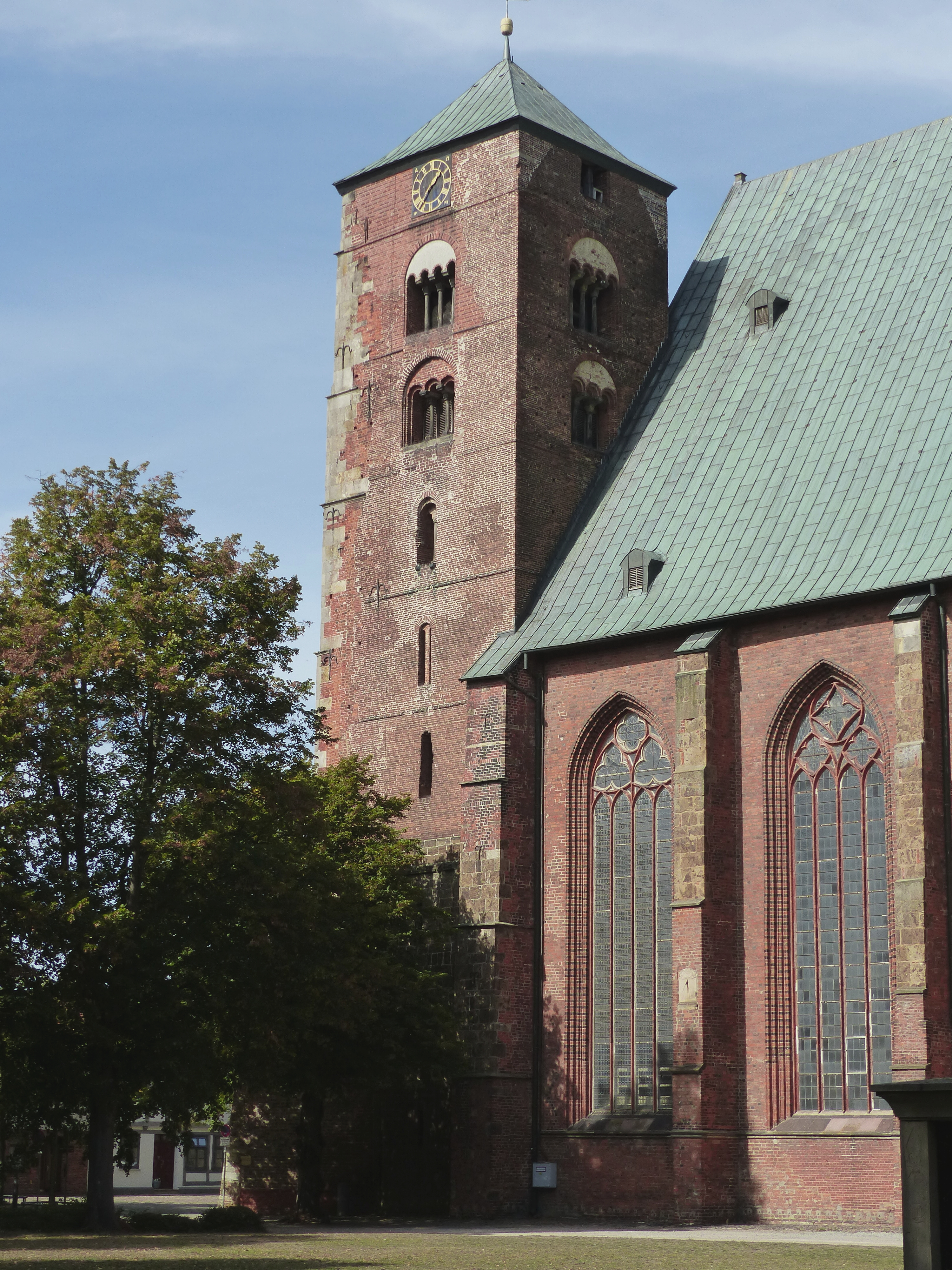
Il campanile romanico

Costruita inizialmente nel XII secolo in stile romanico, alla fine del XIII secolo andò distrutta per un incendio, causato per l'assalto di un esercito del arcivescovo di Brema. 
Del edificio romanico rimane la torre. Solo su facciata orientale fu coperta con arenaria nel tempo rinascentista. Costruita in laterizi della norma contemporanea veronese ed in origine in posizione separata, fu un campanile al esempio italiano.
La prima fase costruttiva dell'attuale edificio ebbe luogo fra il 1290 ed il 1323. In quel periodo furono costruiti il coro, il deambulatorio ed il transetto. Tra il 1473 ed il 1490 venne costruita la navata al oveste del transetto. Una seconda torre al nord del campanile romanico venne prevista ma non costruita. 

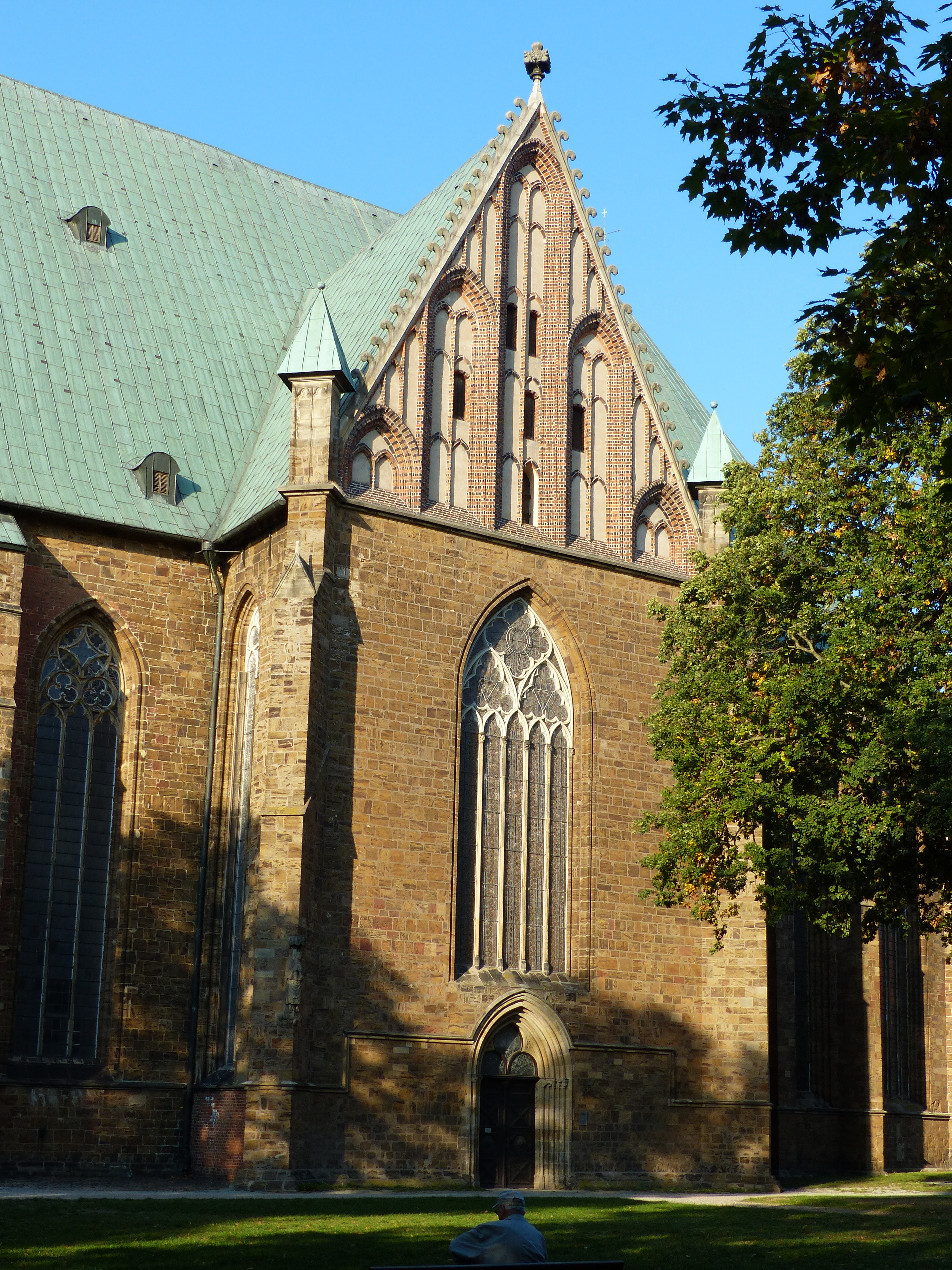
Facciata del transetto meridionale

Con la ristrutturazione del 1829, operata sotto la direzione del capomastro Leo Bergmann, furono modificate le parti in stile romanico e barocco trasformate secondo lo spirito romantico. L'altar maggiore venne ricostruito in stile neogotico.

## Descrizione

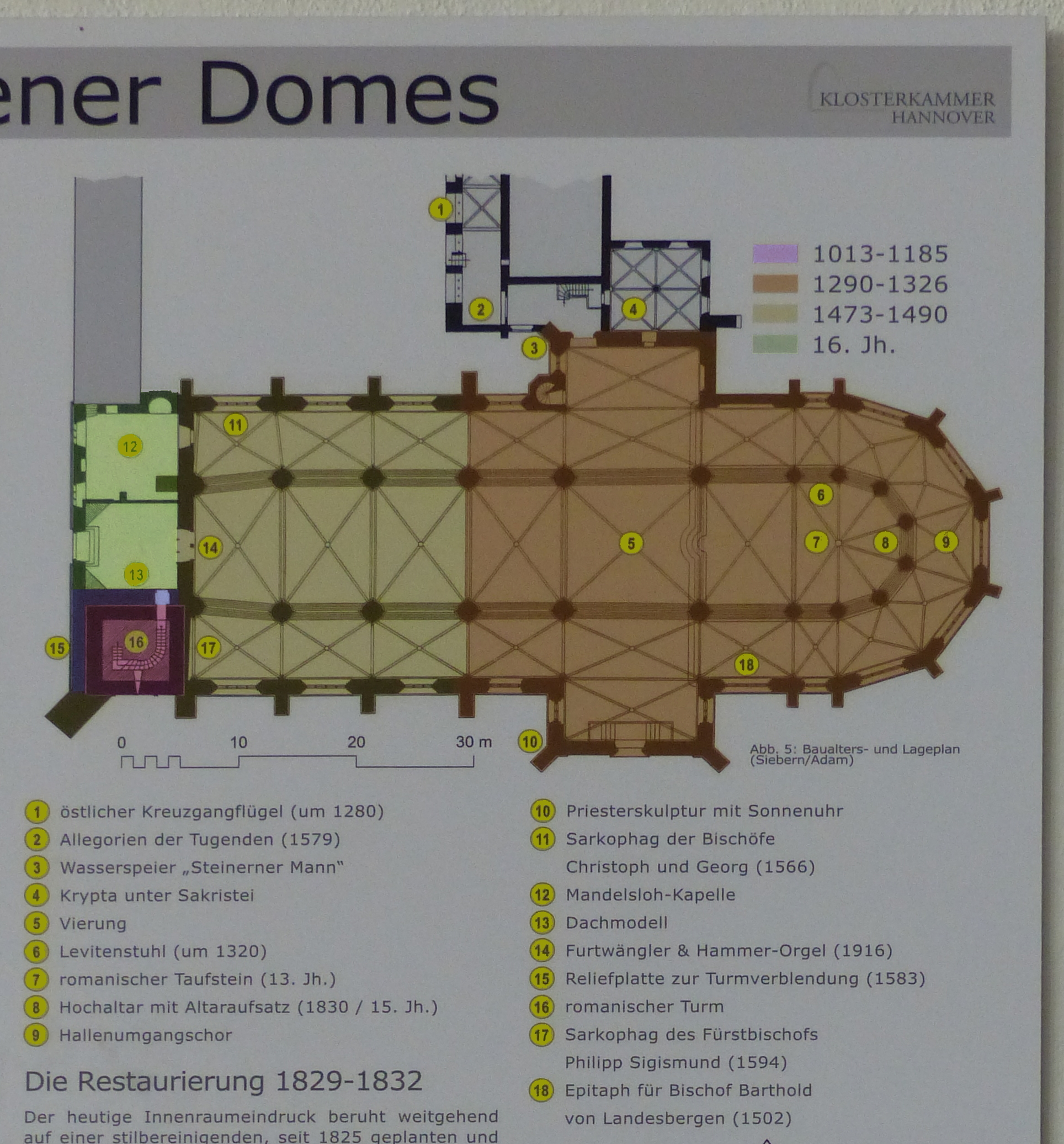
Planta con fasi costruttive

Si tratta di una chiesa a sala a tre navate con quattro campate, con un'altezza di 38 m; il coro è provvisto di un deambulatorio della medesima altezza.  Il transetto è corto, la crociera è quadra. Le pareti esterne del coro e delle navate sono strutturate con contrafforti e finestre gotiche traforate; le facciate del transetto sono riccamente decorate con timpani in laterizio. L'interno è caratterizzato da pilastri tondi.
La chiesa è dotata di tre organi principali, uno nella galleria ovest, uno sul coro ed il maggiore nella galleria settentrionale; a questi si aggiungono due piccoli organi positivi.

## Galleria d'immagini

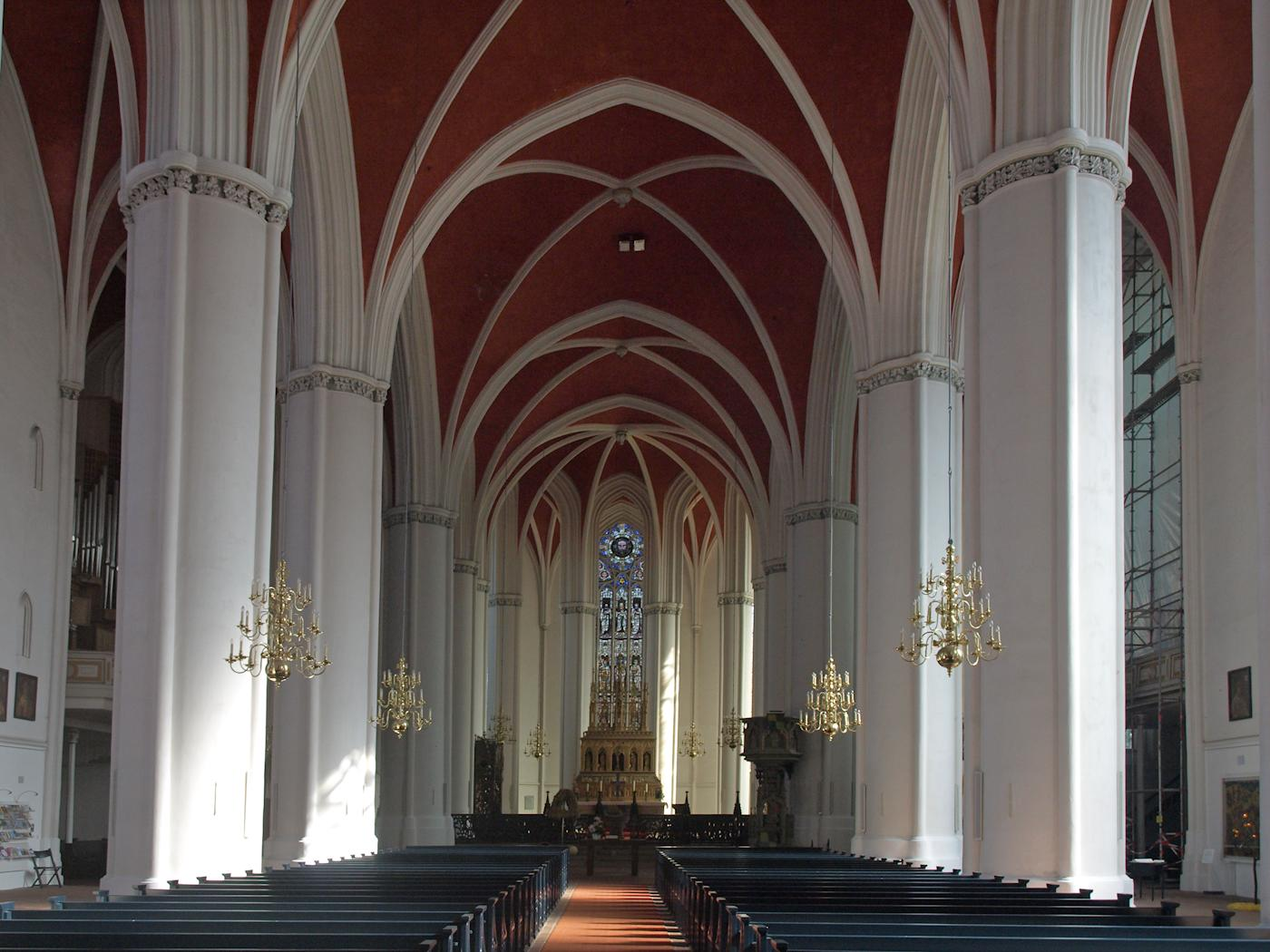
Interno visto verso est
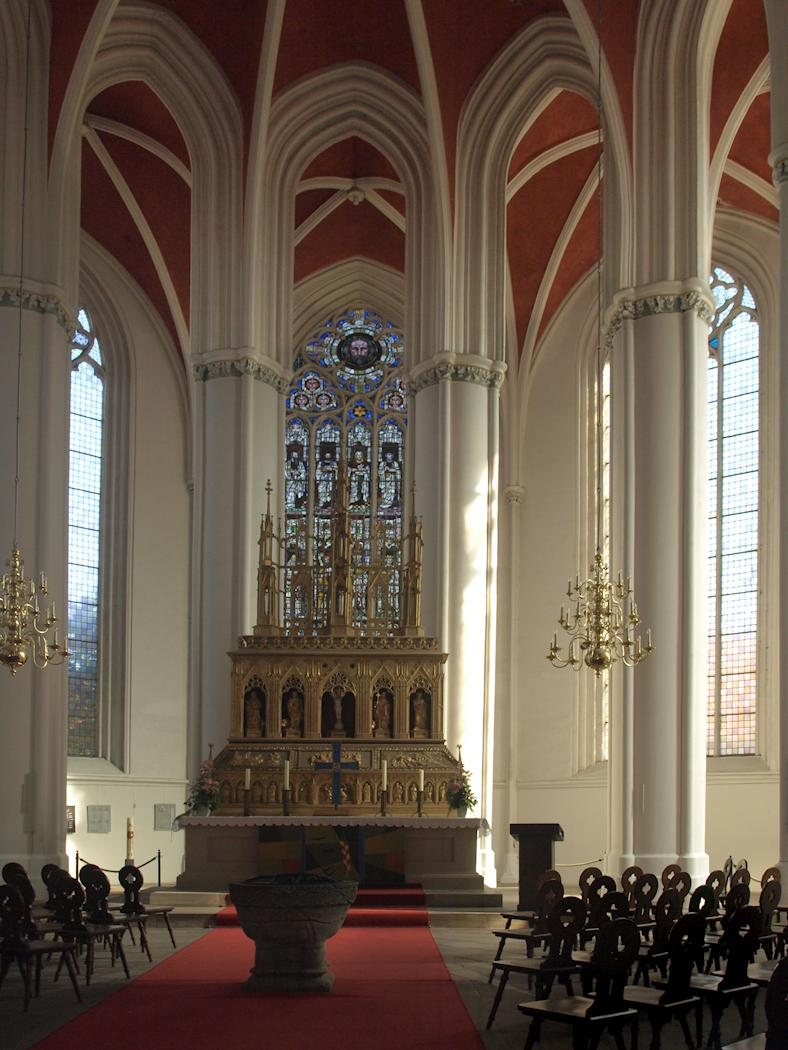
Vista del coro con l'altare
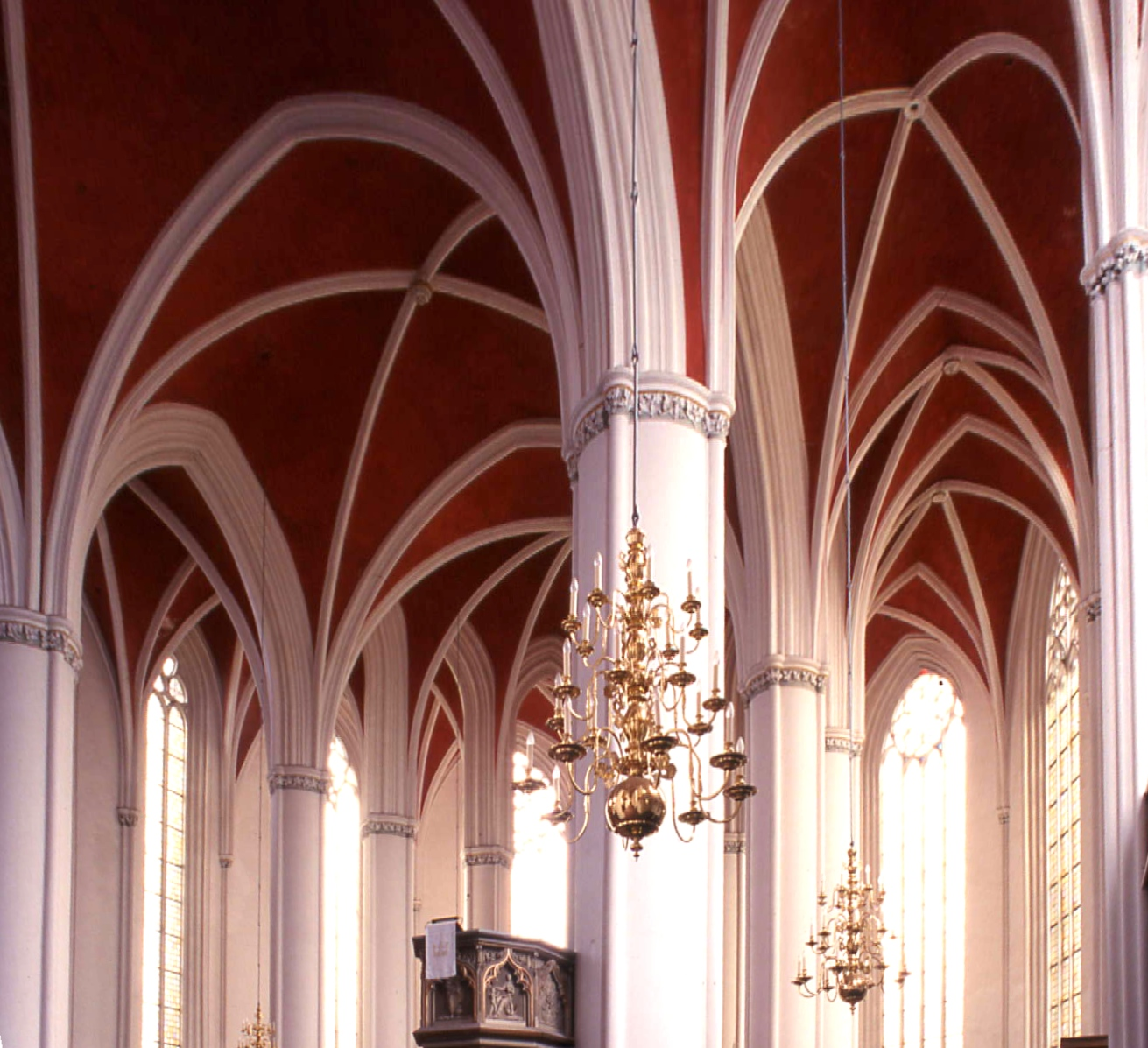
La volta del coro
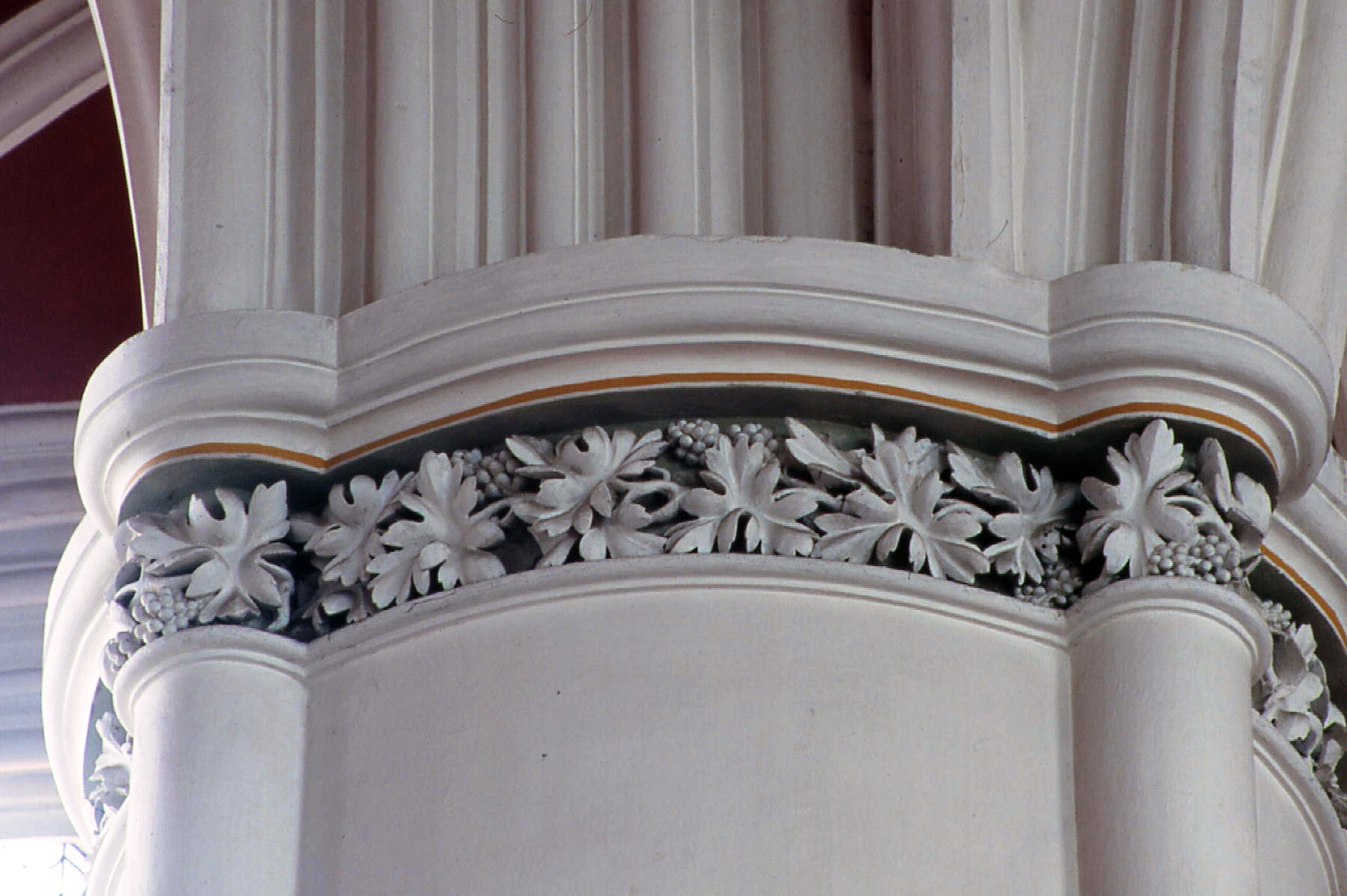
Decorazione alla sommità dei pilastri
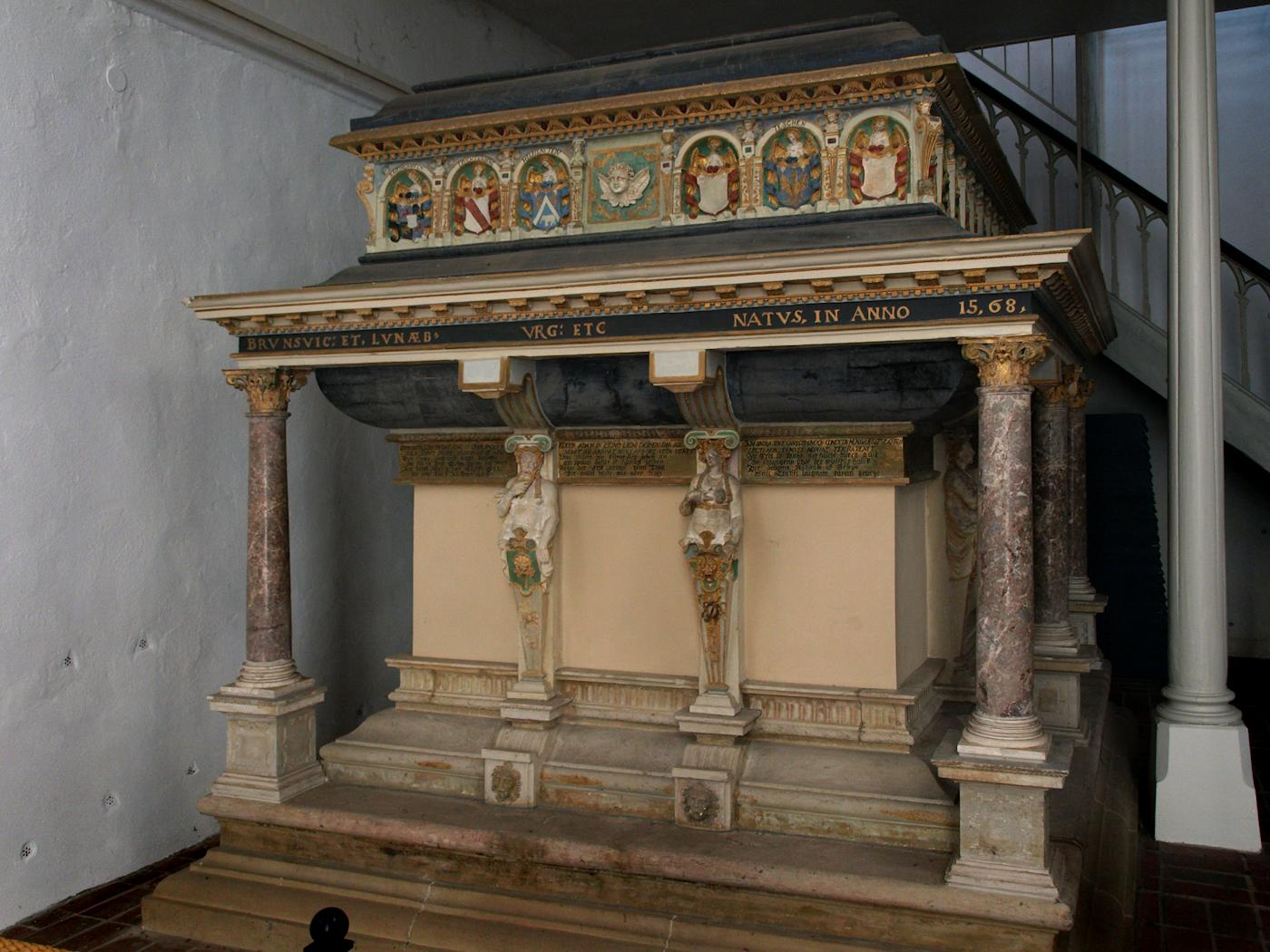
Sarcofago del principe-vescovo Philipp-Sigismund
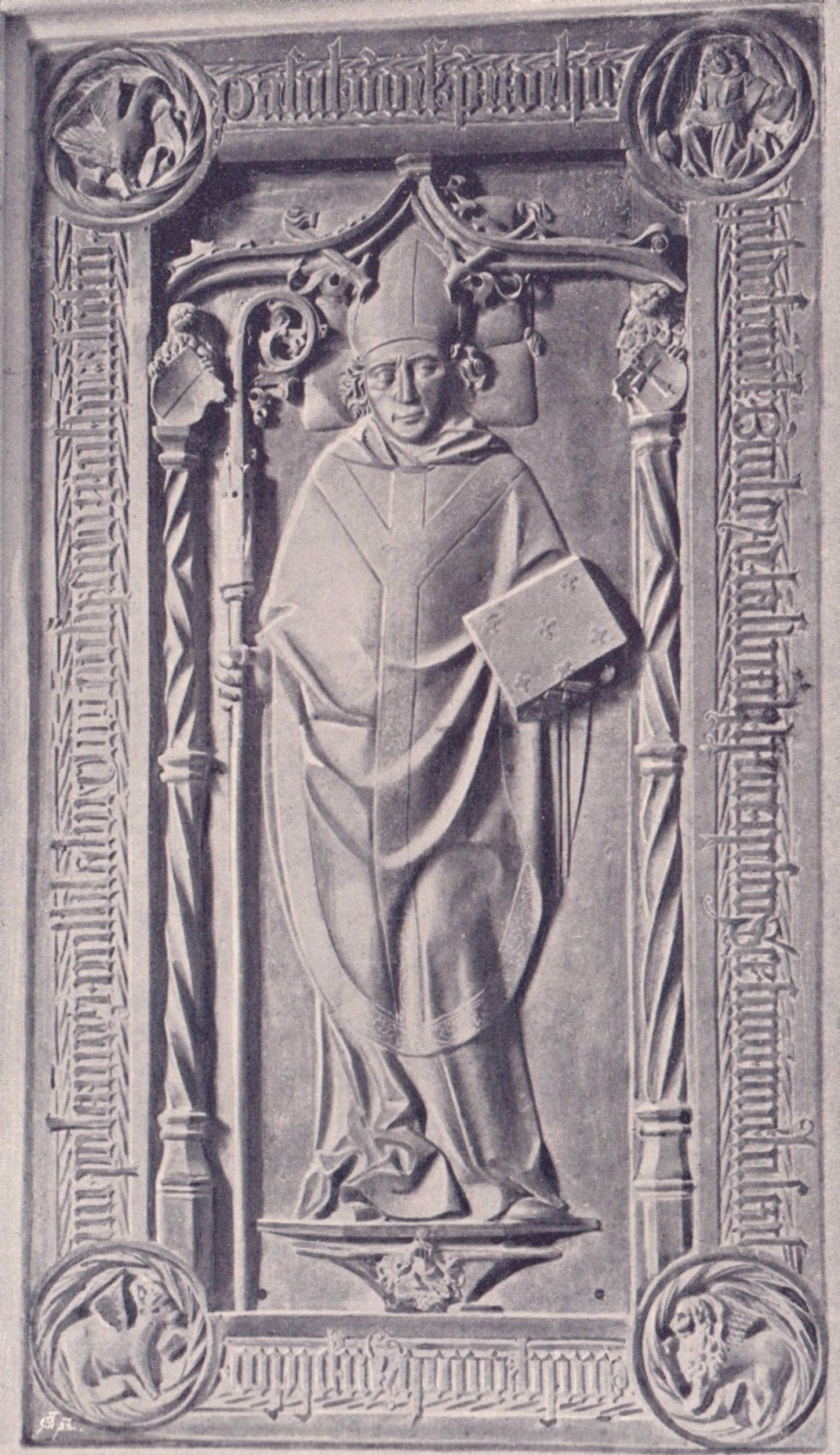
Piastra in bronzo del vescovo di Verden Berthold von Landsberg